# Уваренко Микола Сакович
Микола Сакович Уваренко (рос. Николай Сакович Уваренко; нар. 28 грудня 1915 (10 січня 1916) — пом. 4 грудня 1941) — радянський футболіст, півзахисник.

## Біографія
Народився 10 січня 1916 року в Житомирській області.
У сезоні 1939 року за київське «Динамо» провів 3 гри у вищій лізі СРСР. Перший, 19 серпня 1939 року, проти ленінградського «Динамо», завершився нічиєю 1:1. Другий, 5 вересня 1939 року, проти московського ЦБЧА, також завершився з нічийним рахунком 1:1. Третій, 30 вересня 1939 року, проти сталінського «Стахановця», завершився нічиєю 3:3. Крім цього Микола Сакович зіграв у футболці динамівців ще 1 матч, 10 червня 1939 року, в кубку СРСР проти алма-атинського «Динамо», в якому кияни поступилися з рахунком 1:2.
Загинув 4 грудня 1941 року в місті Бохольт в Західній Німеччині.